# Бугаричи
Бугаричи, още Бугарич или Сърбовац (на албански: Bugariq или Bigariqi, Sërboc, Sërboci; на сръбски: Србовац или Srbovac, старо Бугарићи), е село в Косово, община Звечан, Митровски окръг. Селото е присъединено към Сърбия в 1913 година след Балканските войни. Тогава името му е сменено от Бугаричи на Сърбовац. След 1999 година името Бугаричи е върнато.

## Личности
Родени в Бугаричи
- Богдан Раденкович (1874 – 1917), сръбски революционер